# Niclas Persson Tenhuinen

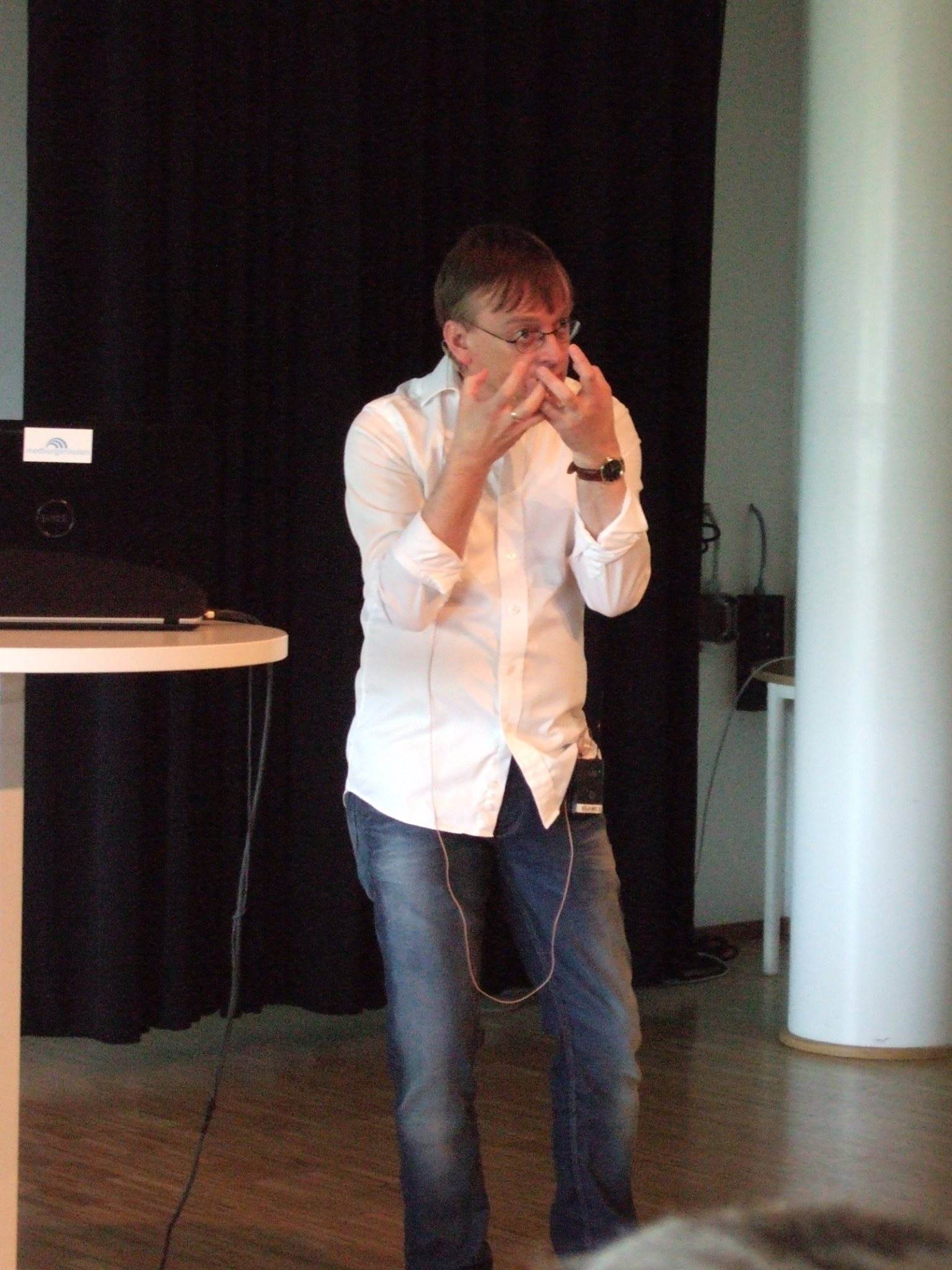
Föredraget "Gottlunds möte med skogsfinnarna - en politisk mobilisering för självbestämmande" hölls på släktforskardagarna 2014 i Karlstad.

Stefan Niclas Persson Tenhuinen, född 19 december 1967 i Fryksände, är en svensk forskare, författare, debattör och lärare. Han är bosatt i Torsby och Västra Frölunda.

## Biografi
Persson Tenhuinen har bedrivit universitetsstudier i historia, kulturgeografi och de latinamerikanska och finsk-ugriska kulturerna vid Uppsala universitet, Göteborgs universitet och Karlstads universitet. Han är sedan 1996 ämneslärare i historia, religionsvetenskap och geografi med examen från Uppsala universitet och blev 1999 filosofie kandidat i social och ekonomisk historia vid Karlstads universitet. Persson Tenhuinen har också studerat finsk historia vid Jyväskylä universitet.
Han arbetade under perioden 1994-2004 som antikvarie vid Torsby Finnkulturcentrum, nuvarande Torsby Finnskogscentrum, en forskningsfilial under Värmlands Museum samt har arbetat som historiekonsult.
Persson Tenhuinen har från mitten av 1990-talet bedrivit forskning om den skogsfinska kulturen i Sverige och Norge, främst i gränsområdet i Värmland i Sverige och Innlandet (tidigare Hedmark) i Norge, men även Rautalampi, Finland. Arbetet har resulterat i flera forskningsprojekt och publikationer genom samarbeten med andra författare och forskare. Forskningsprojekten Skogsfinska släktnamn i Skandinavien och Folkmängden på Finnskogarne (studier i hur den skogsfinska befolkningen i den norsk-svenska finnskogen utvecklats sedan migrationens början under sent 1500-tal) är två av de mest betydelsefulla arbetena. 
Persson Tenhuinen tog tillsammans med den norske forskaren Jan Myhrvold initiativ till och driver ett större projekt i genetisk genealogi. DNA  från dagens skogsfinska ättlingar kartläggs och jämförs med dagens ättlingar i östra Finland där släktnamnet ger en viktig hjälp och är ett värdefullt instrument för analys. Projektet är beskrivet i Karin Bojs och Peter Sjölunds bok Svenskarna och deras fäder de senaste 11 000 åren från 2016.
En annan uppgift har varit att kartlägga migrationsprocessen på mikronivå under perioden 1580-1640 samt släktrelationer mellan östra Finland och finnmarkerna i Skandinavien.
Persson Tenhuinen har tillsammans med Anna Ø. Forsberg gett ut ett större antal böcker om den skogsfinska kulturen sedan 1996 på förlaget Veidarvon.
Persson Tenhuinen har under perioden 2000-2021 varit ledamot i Solør-Värmland Finnkulturförening (bildat 1958) styrelse, därav sju år som ordförande. Han är sedan 2021 hedersledamot.  Han satt i Torsby kommuns kommunstyrelse 2014–2018 för Socialdemokraterna.
Under senare år har Persson Tenhuinen varit synnerligen drivande i frågan om att politisera de skogsfinska ättlingarnas intressen i frågor om identitet, historia och släktnamn. En fråga, som han blivit talesperson för, har varit rätten för de skogsfinska ättlingarna att återta de skogsfinska släktnamnen. Han har själv återtagit sin morfars skogsfinska släktnamn Tenhuinen.
Persson Tenhuinen har också varit drivande i bildandet av Förbundet Skogsfinnars Intressen i Sverige. Persson Tenhuinen var tidigt deltagande i diskussionen kring Finnskogen som världsarv.
Hans akademiska forskningsämne är Carl Axel Gottlunds möte med skogsfinnarna i Värmland och Norge - i skuggan av stormaktspolitiken.

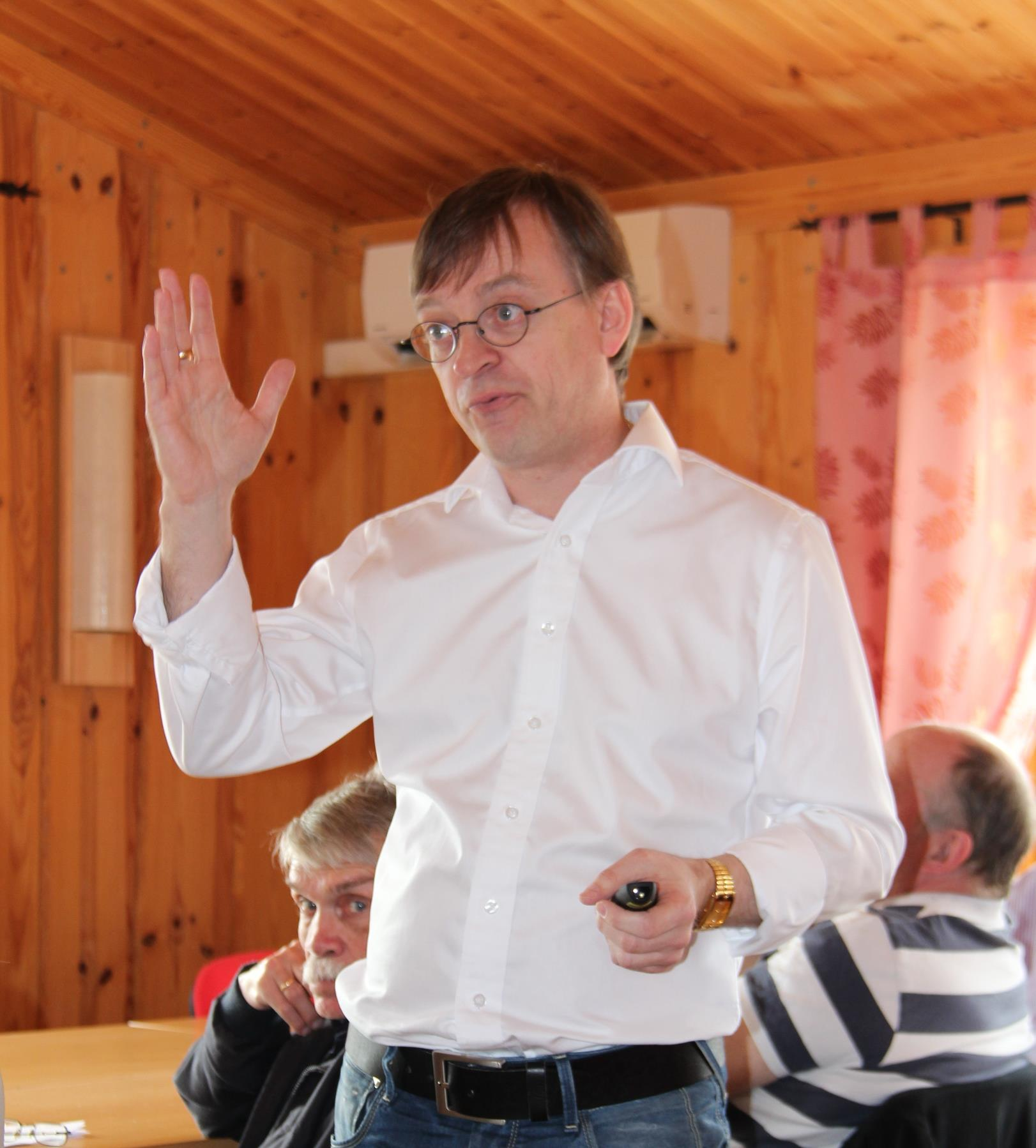
Niclas Persson Tenhuinen under en av sina många föreläsningar, här på Mattila, Östmark.

## Familj
Niclas Persson Tenhuinen är sedan 2021 gift med filmregissören Nanna Huolman.

## Ledamotskap
- 2021 - Förbundet Skogsfinnars Intressen i Sverige (initiativtagare)
- 2000 - Solör-Värmlands Finnkulturförening
- 1995 - Gottlundssällskapet (initiativtagare)
- 2012 - FINNSAM